# Kendall Jenner
Kendall Nicole Jenner (Los Angeles, 3 novembre 1995) è una supermodella e personaggio televisivo statunitense.
È diventata famosa grazie al reality show Al passo con i Kardashian, in onda su E!, incentrato sulla vita della sua famiglia e grazie alla sua carriera da supermodella.

## Biografia
Kendall è figlia di Bruce Jenner (oggi Caitlyn Jenner) e di Kris Jenner. Oltre alla sorella minore, Kylie, Kendall ha molti fratellastri e sorellastre: Caitlyn ha altri quattro figli da due precedenti matrimoni: Burton "Burt" William , Cassandra "Casey" Lynn, Brandon e Brody e la madre Kris ha altri quattro figli, avuti con l'avvocato difensore, deceduto nel 2003, Robert Kardashian: Kourtney, Kim, Khloé e Rob.
I quattro fratellastri sono protagonisti del programma Al passo con i Kardashian. Nell'aprile 2015 il padre fa coming out come donna transgender e inizia il percorso di adeguamento di genere, assumendo il nome di Caitlyn.

### Carriera

#### 2011-2014: gli inizi
Kendall ha lavorato per la linea di vestiti Sherri Hill. È apparsa sulla rivista People "Beautiful People" con la sorella Kylie. Inoltre Kendall ha anche sfilato in passerella. È andata a New York per fare esperienza come modella e, successivamente, durante la Settimana della moda Mercedes-Benz per la collezione Primavera/Estate 2012 di Sherri Hill. Kendall è apparsa due volte in copertina, prima nel giugno 2011 per American Cheerleader e successivamente nella rivista Teen Prom Magazine. Insieme alla sorella Kylie ha creato una linea di abbigliamento in collaborazione con PacSun.
Nel 2014 viene scelta da Riccardo Tisci per essere testimonial della campagna autunno/inverno 2014 di Givenchy accanto a Mariacarla Boscono. Nello stesso anno, durante la settimana della moda di Parigi ha sfilato per Givenchy e Chanel. Ha anche sfilato a Londra per Marc Jacobs e a Milano per Bottega Veneta, Dolce & Gabbana, Emilio Pucci e Fendi. Nel mese di novembre viene scelta Estée Lauder come nuovo volto delle sue campagne pubblicitarie, ed il sito Models.com la inserisce nella lista delle 50 modelle più richieste.

#### 2015-2017: il successo

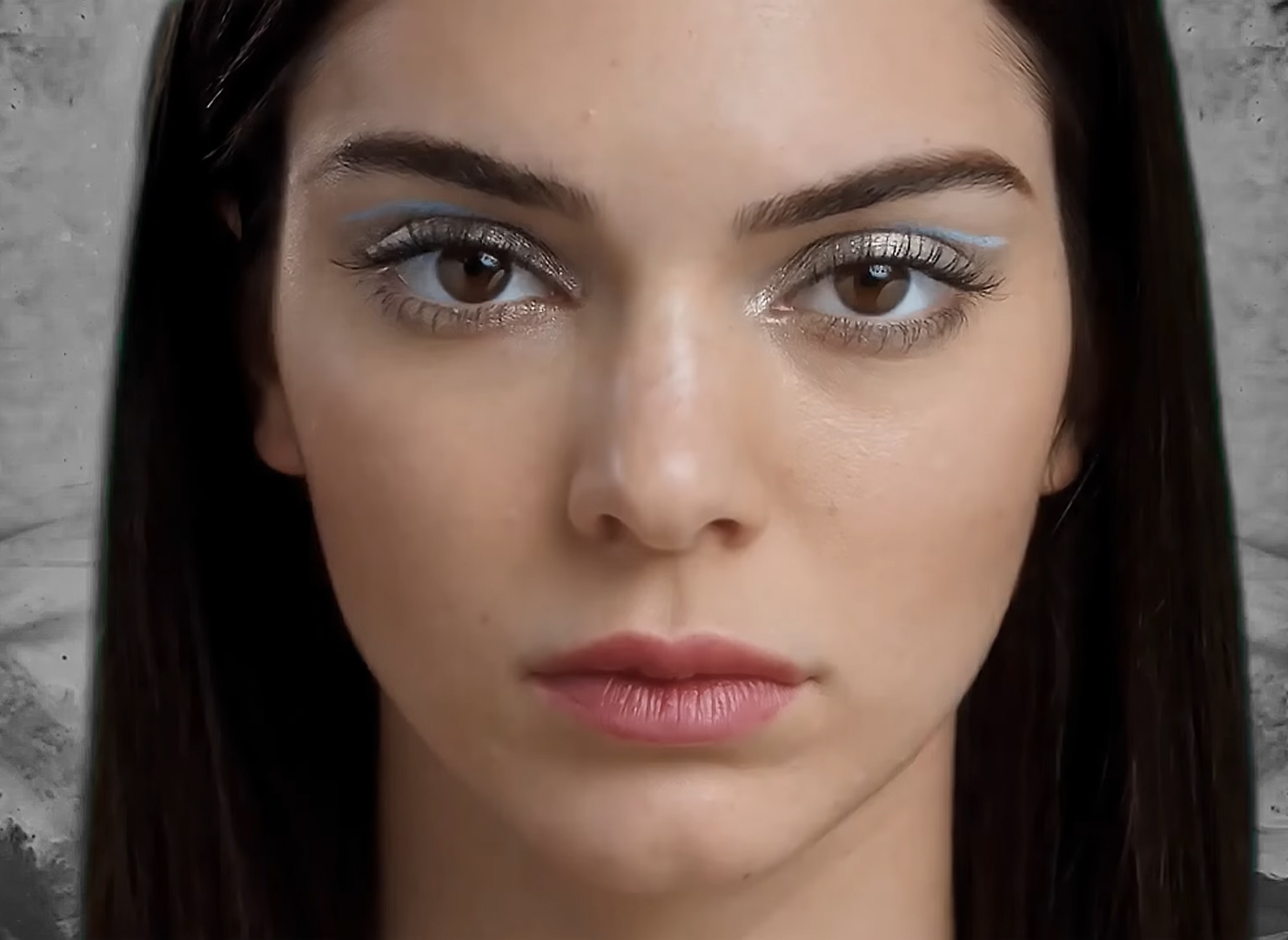
Jenner in un servizio fotografico del 2016

Nel giugno 2015, insieme alla sorella Kylie, collabora con il marchio Topshop per il lancio di una nuova capsule collection e il mese successivo appare sulla copertina dell'edizione cinese di Vogue, accanto al fenomeno del pop Kris Wu, come icone di una nuova generazione. Viene scelta come testimonial delle campagne autunno/inverno 2015 di Fendi e Calvin Klein Underwear. Viene classificata dalla classifica Forbes la sedicesima modella più pagata, con un guadagno di 4 milioni di dollari. Nel 2015 partecipa per la prima volta all'annuale Victoria's Secret Fashion Show, esperienza ripetuta anche nel 2016 e 2018. Salta l'edizione del 2017 a causa di un contratto esclusivo con il brand italiano di intimo La Perla.
Nel febbraio 2016 riceve una statua di cera presso il Madame Tussauds di Londra. Ad inizio 2016 sfila alla Milano Fashion Week per Versace, mentre nel mese di marzo partecipa alla sfilata di Balmain Paris con la collega (e amica) Gigi Hadid. Nello stesso anno viene inserita dalla rivista Forbes al terzo posto fra le modelle più pagate, con un guadagno di 10 milioni di dollari, ex aequo con la modella Karlie Kloss.

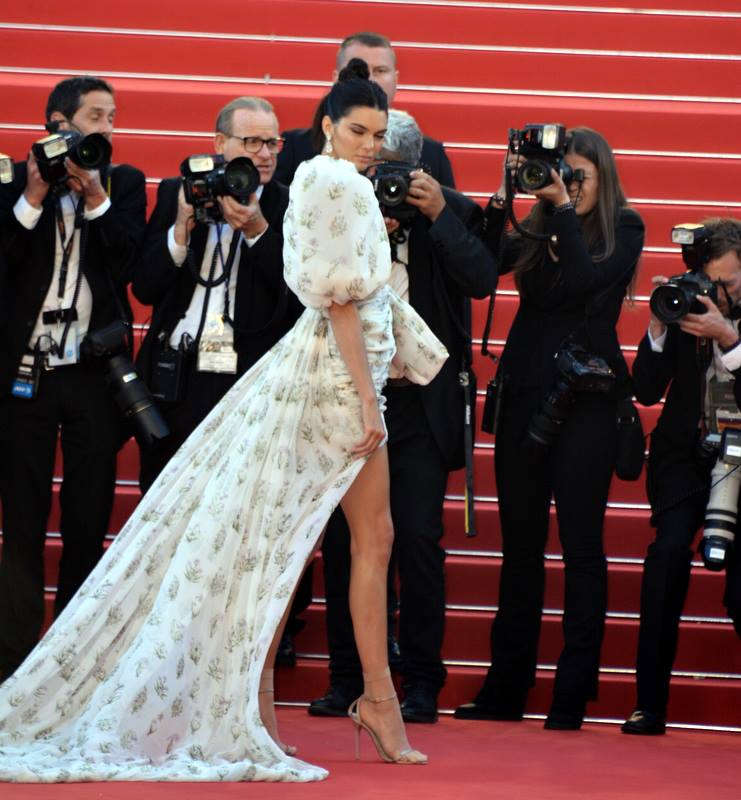
Jenner al Festival di Cannes 2017

Nel 2017 realizza uno spot per la Pepsi in cui, partecipando a una protesta del movimento Black Lives Matter, afferra una lattina di Pepsi e la offre a un agente di polizia. Molti hanno accusato la multinazionale americana di essersi appropriata delle istanze del movimento, nato per contrastare il razzismo e la violenza contro gli afro-americani, solo per pubblicizzare la propria bevanda. La Pepsi ha subito ritirato la pubblicità e si è scusata con i consumatori. Nel mese di giugno firma un contratto con il brand sportivo Adidas Originals diventando ambasciatrice del marchio e continua la collaborazione con Fendi per la campagna pubblicitaria autunno/inverno insieme alla modella Gigi Hadid. Nel mese di settembre viene nominata Icona Fashion del Decennio, grazie alla sua carriera, all'influenza mediatica e al numero di followers; nonostante questo ci sono state polemiche sull'adeguatezza di questo titolo in quanto la modella esercitava tale professione a livello internazionale solo dal 2014, ovvero da sei anni. Nello stesso periodo è stata scelta come protagonista del video musicale Enchanté di Fergie. Nel mese di novembre viene eletta dalla rivista Forbes la modella più pagata dell'anno con un guadagno di 22 milioni di dollari, spodestando Gisele Bündchen che era in testa alla classifica da oltre 14 anni.

#### 2018-oggi: lostatusdi supermodella
Nel 2018 è testimonial delle campagne pubblicitarie di Ochirly, accanto alla modella Bella Hadid, e di Tod's, accanto al ballerino Roberto Bolle. Nello stesso anno recita un cameo nella pellicola Ocean's 8, diretta da Gary Ross. Inoltre viene nuovamente classificata al primo posto tra le modelle più pagate dell'anno, con un guadagno di 22.5 milioni di dollari. La Jenner è considerata uno dei principali rappresentanti e promotori dell'era delle "instagirls".

## Filmografia

### Attrice
- Hawaii Five-0 – serie TV, episodio 3x06 (2012)
- Ocean's 8, regia di Gary Ross (2018)

### Videoclip
- Where Is the Love? - dei The Black Eyed Peas feat. The World (2016)
- Enchanté - di Fergie (2017)
- Freaky Friday - di Lil Dicky feat. Chris Brown (2018)
- I Think - di Tyler, the Creator (2018)
- Stuck with U - di Ariana Grande e Justin Bieber

### Doppiatrice
- The High Fructose Adventures of Annoying Orange, serie televisiva (2013)

### Programmi TV
- Ridiculousness - Veri American Idiots, episodio 5x11 (2014)
- I Am Cait, 4 episodi (2015-16)

### Reality show
- Le Sorelle Kardashian a Miami, episodio 2x09 (2010)
- Le sorelle Kardashian a New York, 2 episodi (2011)
- Khloé & Lamar, episodio 1x05 (2011)
- America's Next Top Model, episodio 18x02 (2012)
- Rob & Chyna, episodio 1x01 (2016)
- Al passo con i Kardashian, 208 episodi (2007-2021)
- The Kardashians – reality show (2022-in corso)

## Campagne pubblicitarie
- Adidas Originals (2017)
- Agua Bendita Summer (2013-2014)
- Alexander Wang A/I (2017)
- Balmain A/I (2015)
- Boss P/E (2022)
- Burberry P/E (2020)
- Calvin Klein (2016)
- Calvin Klein Jeans (2015)
- Calvin Klein Underwear (2015-2016, 2018-2019)
- Daniel Wellington (2017)
- Dsquared² A/I (2018)
- Elie Saab A/I (2016)
- Estee Lauder (2014-presente)
- Fendi A/I (2015-2018)
- Forever 21
- Giambattista Valli x H&M (2019)
- Givenchy A/I (2014) P/E (2021-2022)
- H&M by Balmain A/I (2015)
- Jacquemus (2021)
- Karl Lagerfeld (2015)
- La Perla A/I (2016-2017) P/E (2017)
- Liu Jo P/E (2020)
- Longchamp (2018-in corso)
- Magnum (2016-2017)
- Mango P/E (2016)
- Marc Jacobs P/E (2015)
- Messika P/E (2022)
- Michael Kors P/E (2022)
- Missoni P/E (2018-2019)
- Miu Miu Croisière (2019)
- Ochirly A/I (2017) P/E (2018)
- Penshoppe A/I (2016) P/E (2017)
- Pepsi (2017)
- Pirouette Summer (2012)
- Reserved (2019)
- Roberto Cavalli P/E (2019)
- Sherri Hill (2011-2012)
- Stuart Weitzman P/E (2019)
- Tiffany & Co. (2019)
- Tod's P/E (2018)
- Topshop P/E (2015)
- Valentino Resort (2019)
- Versace P/E (2020-2021)

## Doppiatrici italiane
Nelle versioni in italiano dei suoi lavori, Kendall Jenner è stata doppiata da:
- Mattea Serpelloni ne Al passo con i Kardashian (e negli spin-off del reality)
- Giulia Franceschetti in The Kardashian